# Elimination Chamber (2013)
Elimination Chamber (2013) (hay No Escape (2013) ở Đức) là một sự kiện pay-per-view (PPV) đấu vật chuyên nghiệp sản xuất bởi WWE, diễn ra ngày 17 tháng 2 năm 2013, tại New Orleans Arena ở New Orleans, Louisiana. Đây là sự kiện pay-per-view thứ 4 trong chuỗi sự kiện Elimination Chamber. Tiêu điểm của sự kiện này là The Rock bảo vệ đai WWE Championship trước CM Punk.
Sự kiện nhận được 213.000 lượt mua pay-per-view, tăng lên so với 178.000 lượt mua của sự kiện năm trước.

## Kết quả
| #                                                                                     | Kết quả                                                                                                  | Thể loại | Thời gian |
| ------------------------------------------------------------------------------------- | --- | --- | --------- |
| 1P                                                                                    | Tons of Funk (Brodus Clay và Tensai) đánh bại Team Rhodes Scholars (Cody Rhodes và Damien Sandow)        | Trận đấu đồng đội                                                                                                | 04:07     |
| 2                                                                                     | Alberto Del Rio (c) (cùng với Ricardo Rodriguez) đánh bại Big Show bằng đòn khóa                         | Trận đấu đơn tranh đai World Heavyweight Championship                                                            | 13:05     |
| 3                                                                                     | Antonio Cesaro (c) đánh bại The Miz bằng luật chống phạm quy                                             | Trận đấu đơn tranh đai WWE United States Championship                                                            | 08:21     |
| 4                                                                                     | Jack Swagger (cùng với Zeb Colter) đánh bại Chris Jericho, Daniel Bryan, Kane, Mark Henry và Randy Orton | Trận đấu Elimination Chamber cho trận đấu tranh đai World Heavyweight Championship tại WrestleMania 29           | 31:18     |
| 5                                                                                     | The Shield (Dean Ambrose, Roman Reigns, Seth Rollins) đánh bại John Cena, Ryback, và Sheamus             | Trận đấu đồng đội 6 người                                                                                        | 14:49     |
| 6                                                                                     | Dolph Ziggler (cùng với AJ Lee và Big E Langston) đánh bại Kofi Kingston                                 | Trận đấu đơn | 03:55     |
| 7                                                                                     | Kaitlyn (c) đánh bại Tamina Snuka                                                                        | Trận đấu đơn tranh đai WWE Divas Championship                                                                    | 03:15     |
| 8                                                                                     | The Rock (c) đánh bại CM Punk (cùng với Paul Heyman)                                                     | Trận đấu đơn tranh đai WWE Championship Nếu Rock bị counted out hoặc phạm luật chống phạm quy, anh đã bị mất đai | 20:55     |
| - (c) – chỉ người vô địch bước vào trận đấu - P – chỉ trận đấu diễn ra trong pre-show | | |           |

### Thứ tự vào và loại trong Elimination Chamber
| Thứ tự loại | Đô vật        | Thứ tự vào | Bị loại bởi  | Hình thức loại                       | Thời gian |
| ----------- | ------------- | ---------- | ------------ | ------------------------------------ | --------- |
| 1           | Daniel Bryan  | 1          | Mark Henry   | Bị đè sau đòn World's Strongest Slam | 16:35     |
| 2           | Kane          | 4          | Mark Henry   | Bị đè sau đòn World's Strongest Slam | 18:21     |
| 3           | Mark Henry    | 6          | Randy Orton  | Bị đè sau đòn RKO                    | 23:20     |
| 4           | Chris Jericho | 2          | Randy Orton  | Bị đè sau đòn RKO                    | 31:11     |
| 5           | Randy Orton   | 5          | Jack Swagger | Bị đè sau đòn schoolboy              | 31:18     |
| Thắng cuộc  | Jack Swagger  | 3          | Thắng cuộc   | Thắng cuộc                           | 31:18     |

## Nhân sự trên màn ảnh khác
| Bình luận viên - Matt Striker (Pre-show) - Tony Dawson (Pre-show) - Jerry Lawler - Michael Cole - John Bradshaw Layfield - Carlos Cabrera (tiếng Tây Ban Nha) - Marcelo Rodríguez (tiếng Tây Ban Nha) Người phỏng vấn - Josh Mathews | Ring announcer - Justin Roberts - Lilian Garcia Trọng tài - Ryan Tran - Scott Armstrong - Charles Robinson - John Cone - Mike Chioda - Chad Patton - Rod Zapata |